# Referendum w Kenii w 2010 roku
Referendum w Kenii w 2010 roku odbyło się 4 sierpnia 2010. Jego przedmiotem było udzielenie przez obywateli zgody na przyjęcie nowej konstytucji. 67% głosujących zaakceptowało projekt nowej ustawy zasadniczej.

## Organizacja referendum
W grudniu 2007 w Kenii odbyły się wybory powszechne, w których reelekcję uzyskał prezydent Mwai Kibaki. Jednak oskarżenia o fałszerstwa wyborcze doprowadziły do wybuchu przemocy na tle etnicznym na masową skalę, w wyniku której zginęło 1,3 tys. osób. W lutym 2008 zwaśnione strony podpisały porozumienie polityczne, na mocy którego przegrany kandydat Raila Odinga objął nowo utworzone stanowisko premiera. Dodatkowo porozumienie zakładało stworzenie specjalnego panelu, złożonego z kenijskich i afrykańskich ekspertów, w celu opracowania projektu nowej konstytucji.
Pierwsza (i obowiązująca nadal) konstytucja Kenii została uchwalona tuż po uzyskaniu przez kraj niepodległości w 1963. Charakteryzuje się silną pozycją prezydenta, który pozostając szefem państwa i rządu, dysponuje rozległymi prerogatywami. Pierwsze próby zmiany tego stanu rzeczy podejmowane były już wcześniej. Już w 2005 z inicjatywy prezydenta Kibakiego odbyło się referendum konstytucyjne. Ówczesny projekt nowej ustawy zasadniczej przewidywał ograniczenie uprawnień prezydenta i wprowadzenie urzędu premiera. Referendum przerodziło się w praktyce w plebiscyt popularności prezydenta, a opozycja oraz część ministrów prowadziła aktywną kampanię na rzecz odrzucenia proponowanych zmian. Raila Odinga wyrósł wówczas na głównego oponenta prezydenta Kibakiego. Ostatecznie 57% głosujących opowiedziało się przeciw zmianie konstytucji.
W listopadzie 2009 Komitet Ekspertów przedłożył pierwszy projekt nowej konstytucji, który został poddany do debaty publicznej. W styczniu 2010 poprawiony projekt trafił do specjalnej komisji parlamentarnej i po uwzględnieniu jej poprawek Komitet Ekspertów w lutym 2010 ostatecznie przedstawił go na forum parlamentu. Parlament nie zdołał wprowadzić własnych poprawek do zaprezentowanego projektu i 1 kwietnia 2010 zatwierdził projekt konstytucji w brzmieniu przygotowanym przez komitet. 14 maja 2010 przewodniczący Tymczasowej Niezależnej Komisji Wyborczej (IIEC) wyznaczył datę referendum na 4 sierpnia 2010. Od 22 marca do 21 maja 2010 IIEC przeprowadziła nową rejestrację wyborców.

## Główne propozycje zmian w konstytucji
Do głównych zmian w proponowanym projekcie nowej konstytucji należało ograniczenie kompetencji prezydenta i decentralizacja władzy. Prezydent miał dalej pozostawać szefem państwa i rządu (projekt nie wprowadzał stanowiska premiera), ale jego pozycja uległa osłabieniu. Członkowie gabinetu (oraz prezydent) nie mogli być odtąd członkami parlamentu, a ich liczba została ograniczona do 22. Prawo ich nominacji przypadało szefowi państwa, ale za zgodą Zgromadzenia Narodowego. Wyborcy zyskali możliwość odwoływania deputowanych, jeśli sprawowali mandat w sposób nieodpowiedni. Projekt wprowadzał drugą izbę parlamentu – Senat oraz nowy podział administracyjny kraju na 47 jednostek – ang. counties, na czele których mieli stanąć wybierani w wyborach powszechnych gubernatorzy.
W projekcie znalazł się przepis o powołaniu komisji ds. ziemi i przejmowaniu nielegalnie nabytych gruntów. Wyznaczony został także maksymalny i minimalny areał dla prywatnych działek. Dotychczasowa konstytucja umożliwiała prezydentowi przekazywanie państwowej ziemi w ręce prywatne. Projekt wprowadzał możliwość posiadania podwójnego obywatelstwa.
Sprzeciw kościołów chrześcijańskich wywołały przepisy dotyczące aborcji oraz sądów Kadhi. Projekt zezwalał na przerywanie ciąży wyłącznie w przypadku zagrożenia zdrowia lub życia matki lub potrzeby wykonania nagłego zabiegu ratującego życie. Zdaniem hierarchów kościoła oznaczało to lukę prawna dla legalizacji aborcji w przyszłości. Projekt utrzymywał również system islamskich sądów Kadhi, orzekających w sprawach małżeństwa i dziedziczenia, co kościoły uznały za przejaw dyskryminacji.

## Kampania referendalna i sondaże wyborcze
27 maja 2010 rozpoczęła się kampania przed referendum. W jej trakcie prezydent Mwai Kibaki oraz większość członków rządów, na czele z premierem Railą Odingą, wiceprezydentem Kalonza Musyoką i wicepremierem Uhuru Kenyattą opowiadali się za przyjęciem nowej konstytucji. W obozie przeciwników zmian znaleźli się m.in. były prezydent Daniel Moi, minister szkolnictwa wyższego William Ruto oraz przedstawiciele kościołów chrześcijańskich. Według sondaży większość respondentów wyrażała poparcie dla nowej ustawy zasadniczej:
| Data sondażu     | Tak | Nie | Niezdecydowani |
| ---------------- | --- | --- | -------------- |
| 24 kwietnia 2010 | 64% | 17% | 19%            |
| 29 maja 2010     | 63% | 21% | 16%            |
| 4 czerwca 2010   | 57% | 20% | 19%            |
| 7 lipca 2010     | 49% | 22% | 22%            |
| 16 lipca 2010    | 62% | 20% | 18%            |
| 23 lipca 2010    | 58% | 22% | 17%            |

W obawie o bezpieczeństwo władze rozlokowały w całym kraju dodatkowe 10 tys. sił policyjnych, zwłaszcza w prowincji Wielkiego Rowu, która była główną areną starć etnicznych w 2008 oraz głównym bastionem przeciwników zmiany konstytucji. 13 czerwca 2010 w Nairobi doszło do eksplozji granatu w czasie wiecu przeciwników zmian. W wyniku wybuchu zginęło 6 osób, a ponad 100 zostało rannych.
Do przyjęcia nowej konstytucji niezbędne było poparcie w wysokości ponad 50% głosów oraz co najmniej 25% w co najmniej 5 z 8 prowincji. Do głosowania zarejestrowało się ok. 12,5 mln obywateli.

## Głosowanie i wyniki
| 1. Centralna 2. Nadbrzeżna 3. Wschodnia 4. Nairobi | 5. Północno-Wschodnia 6. Nyanza 7. Wielkiego Rowu 8. Zachodnia |

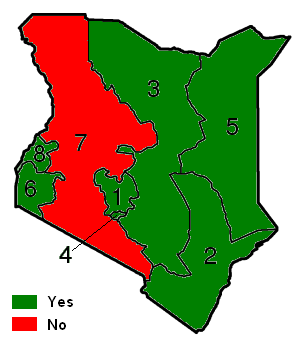
Wyniki według prowincji

Głosowanie odbyło się 4 sierpnia 2010 w godzinach 6:00-17:00 czasu lokalnego w ponad 27,6 tys. lokalach wyborczych w całym kraju. Przebiegło w pokojowej atmosferze, a służby porządkowo nie odnotowały większych incydentów.
Według oficjalnych wyników ogłoszonych 5 sierpnia 2010, 66,9% głosujących poparło projekt nowej konstytucji, a 30,1% było jemu przeciwnych. Frekwencja wyniosła 72,1%. We wszystkich 8 prowincjach poparcie dla konstytucji przekroczyło wymagane 25% głosów. Jedynie w prowincji Rift Valley większość głosujących odrzuciła jej projekt. Obóz przeciwników konstytucji zaakceptował porażkę. Prezydent Mwai Kibaki i premier Raila Odinga z zadowoleniem przyjęli wyniki głosowania. Prezydent stwierdził, że historyczna podróż rozpoczęta 20 lat temu dobiegła do szczęśliwego końca.
- Wyniki referendum:[13]

| Prowincja             | Tak               | Nie               |
| --------------------- | ----------------- | ----------------- |
| 1. Centralna          | 1 274 907         | 235 588           |
| 2. Nadbrzeżna         | 425 626           | 111 531           |
| 3. Wschodnia          | 741 089           | 572 109           |
| 4. Nairobi            | 678 621           | 208 195           |
| 5. Północno-Wschodnia | 110 992           | 4 570             |
| 6. Nyanza             | 1 174 033         | 101 491           |
| 7. Wielkiego Rowu     | 668 175           | 1 326 079         |
| 8. Zachodnia          | 681 264           | 127 230           |
| Razem                 | 6 092 593 (66,9%) | 2 795 059 (30,1%) |